# Hans Lufft
Hans Lufft (1495-1584) (* Amberg, Oberpfalz, 1495  † Wittenberg, 2 de Setembro de 1584) foi impressor e publicador alemão, normalmente conhecido como o publicador da Bíblia, porque em 1534, ele imprimiu a primeira e mais completa edição da Bíblia de Lutero com iluminuras em dourado e colorida por Lucas Cranach, o Velho.  Nos quarenta anos seguintes, Lufft imprimiu mais de cem mil cópias da Bíblia em alemão. Foi também o impressor da maioria das obras de Lutero.

## Publicações
- Das Neue Testament, Martinho Lutero (1536)
- Von den Jüden vnd iren Lügen, 1543 (Os Judeus e suas mentiras)
- Ein Oster Predigt, Georg Major 1549 (Sermão da Páscoa)
- De Dimensione Terræ Et Geometrice Nvmerandis locorum particularium interuallis: ex Doctrina triangulorum Sphæricorum & Canone subtensarum Liber, Denuo editus, sed auctius multo & correctius, quam antea, 1579 Caspar Peucer
- De lateribus et angulis triangulorum tum planorum rectilineorum tum sphaericorum, Vittembergae per Johannem Lufft (1542), publicada por Rheticus em Wittenberg e extraída da obra de Nicolaus Copernicus' De revolutionibus, Livro 1 Cap. 12–14, sobre o plano e a Trigonometria esférica[2]
- Kirchenpostilla, Das ist, Auslegung der Episteln und Evangelien, an Sontagen vnd furnemesten Festen. / D. Mart. Luth. ; Aufs new corrigirt, vnd gebessert, (1547), Martinho Lutero
- Chronica des Ehrnwirdigen Herrn D. Mart. Luth. Deudsch., (1551)
- Propositiones D. Mart. Luth. ab initio negocij Euangelici, ab autore tractatae, us[que] in hunc diem. (1538)
- Ein Predigt von den Engeln / Mart. Luth. Wittemberg. (1531)
- Zerbster Prunkbibel : "Cranachbibel" : die Apokalypse. (1541) (O apocalipse de Lucas Cranach, o Velho)
- Ein gewisser vnd klarer vnterricht von der Gerechtigkeit, die fur Gott gilt : Gezogen aus den Schrifften der heiligen Propheten vnd Aposteln / newlich durch Herrn Philippum Melantho. Latinisch gestellt, (1541) Philipp Melanchthon